# 리브 앤 비컴
리브 앤 비컴(Va, Vis Et Deviens, Go, See, And Become)은 이탈리아에서 제작된 라두 미하일레아누 감독의 2005년 드라마 영화이다. 야엘 에베카시스 등이 주연으로 출연하였고 데니스 캐롯 등이 제작에 참여하였다.

## 출연

### 주연
- 야엘 에베카시스
- 로쉬디 젬

### 조연
- 모쉐 아가자이

## 제작진
- 협력프로듀서: 제네비에브 리말
- 협력프로듀서: 알렉상드르 리펜스
- 의상: 로나 도론
- 배역: 에스더 클링
- 배역: 힐라 유발